# Franz Xaver Nippel von Weyerheim
Franz Xaver Nippel, seit 1861 Nippel von Weyerheim (* 29. Jänner 1787 im Schloss Weyer in Gmunden; † 5. März 1862 in Wien) war ein österreichischer Jurist.

## Leben
Franz Xaver Nippel von Weyerheim war der Sohn eines Verwalters, der das Knabenwaisenhaus, das im Schloss Weyer untergebracht war, verwaltete.
Er besuchte das Gymnasium Kremsmünster und zeigte eine Vorliebe für mathematische Wissenschaften; er hatte die Absicht Bergbaukunde zu studieren, trat dann jedoch 1805 als Novize in den Benediktinerstift Kremsmünster ein. Weil ihm das Klosterleben nicht zusagte, verließ er im folgenden Jahr das Kloster wieder und begann ein Theologie-Studium im bischöflichen Seminar in Linz; als er 1807 in kurzer Reihenfolge seinen Vater und seine Mutter verlor, beendete er sein Theologie-Studium und begann ein Studium der Rechtswissenschaften in Linz.
Aufgrund der französischen Invasion war er 1809 gezwungen, seine Studien zu beenden und eine Tätigkeit in einer Kanzlei auf dem Land anzunehmen, so dass er in der Herrschaft St. Martin im Innviertel als Amtsschreiber und zugleich als Lehrer des Sohnes des Oberbeamten angestellt wurde. Dort konnte er seine Privatstudien fortsetzen und sich für die Ausübung des Richteramtes ausbilden lassen.
Nachdem im Friede von Schönbrunn das Innviertel 1810 an Bayern abgetreten wurde, mochte er unter der neuen Regierung nicht länger dienen und kehrte 1813 nach Linz zurück. Er erhielt eine Anstellung als Konzeptpraktikant beim Magistrat und erhielt 1814 die Stelle des Amtsschreibers in Baumgartenberg im Mühlviertel; kurz darauf wurde er Syndikus des landesfürstlichen Marktes Mauthausen.
Anfang 1816 wurde er zum Verwalter der städtischen Güter in Linz ernannt und 1818 dort Magistratsrat, hierbei erhielt er von der Landesregierung die Aufgabe eine Sammlung sämtlicher Gewerbevorschriften für Österreich ob der Enns anzulegen Als Anfang 1821 in Linz die Justizgeschäfte an den Magistrat übergingen, wurde er zum Ratsprotokollisten bei dem neu geschaffenen Stadt- und Landrecht ernannt und zwei Jahre später zum Sekretär befördert; 1825 erfolgte seine Ernennung zum Rat beim Landrecht in der Steiermark.
Von 1827 bis 1830 war er Bürgermeister der Stadt Graz; als solcher reorganisierte er die Amtsführung des Grazer Magistrates. 1832 erhielt er das Amt des Generaldirektors über sämtliche Gymnasien in der Steiermark, aber im gleichen Jahr wurde er auch zum Rat am Appellationsgericht in Brünn befördert. Dort blieb er bis zu seiner Versetzung 1838 an das Appellationsgericht in Wien und wurde, nach deren Umbenennung in ein Oberlandesgericht zum Oberlandesgerichtsrat befördert. Er verblieb nach seiner Ernennung zum Hofrat im gleichen Jahr weiterhin am Oberlandesgericht Wien bis zu seinem Lebensende.

### Schriftstellerisches Wirken
Eine seiner ersten Schriften war ein Aufsatz über Preßfreiheit und Büchercensur, der in den 1820er Jahren in dem von Johann Paul Harl in Erlangen herausgegebenen Allgemeinen Kameral-Korrespondenten erschien. In den in Wien veröffentlichten Vaterländischen Blätter zog er einen Vergleich des neuen österreichischen bürgerlichen Gesetzbuches mit dem französischen Zivilcodex. In den in Österreich erscheinenden rechtswissenschaftlichen Zeitschriften, wie Karl Joseph Pratobevera’s Die Materialien für Gesetzkunde und Rechtspflege in den österreichischen Staaten, Vincenz August Wagners Zeitschrift für österreichische Rechtsgelehrsamkeit und Ignaz Wildner von Maithstein’s Der Jurist wurden zahlreiche Aufsätze von ihm veröffentlicht; diese wurden in Moritz von Stubenrauchs Bibliotheca juridica in den Nummern 2789 bis 2825 aufgelistet.
Sein Hauptwerk war das neunbändige Erläuterung des allgemeinen bürgerlichen Gesetzbuches für die gesammten deutschen Länder der österreichischen Monarchie, mit besonderer Berücksichtigung des praktischen Bedürfnisses. 

## Ehrungen
- Am 21. August 1855 erhielt er den Titel und Charakter eines Wirklichen Hofrates.
- Am 13. Mai 1861 wurde er mit dem Orden der Eisernen Krone III. Klasse ausgezeichnet, hiermit verbunden war die Erhebung in den Ritterstand mit dem Prädikat von Weyerheim.
- In den Städten Graz und Brünn wurde ihm das Ehrenbürgerrecht verliehen.

## Schriften (Auswahl)
- Von der Auslegung und Anwendung der Gesetze, oder Versuch eines Commentars über die §§. 6 und 7 des allgem. bürg. Gesetzbuches. Linz 1822.
- Handbuch zur Erleichterung bei Anwendung des II. Theiles des Strafgesetzbuches, zum Gebrauche für jene Beamte, welche sich mit der Gerichtspflege über schwere Polizeiübertretungen beschäftigen. Linz 1824.
- Darstellung der Rechte der Ehegatten in Beziehung auf ihr Vermögen. Linz 1824.
- Darstellung der Rechte und Pflichten der Vormünder, Curatoren, Vormundschafts- und Curatelsbehörden. Linz 1825.
- Handbuch zur Kenntniss der Privatrechte der Unterthanen des österreichischen Kaiserstaates und der Art und Weise, wie selbe bewahrt und durchgesetzt werden können. Wien 1827.
- Erläuterung der gesetzlichen Bestimmungen über den Pflichttheil und die Anrechnung in denselben, nach dem österreichischen bürgerlichen Gesetzbuche. Linz 1828.
- Erläuterung des allgemeinen bürgerlichen Gesetzbuches für die gesammten deutschen Länder der österreichischen Monarchie, mit besonderer Berücksichtigung des praktischen Bedürfnisses. Gratz 1830–1839.
- Erläuterung der allgemeinen Gerichtsordnung vom 1. Mai 1781, nebst einem Anhange, die Erörterung der Abweichungen der westgalizischen Gerichtsordnung enthaltend, auf Grundlage des begonnenen Commentars des Hofraths J. G. Edlen von Kees. Wien 1845 und 1847.
- Erläuterung der allerhöchsten Vorschrift vom 18. October 1845 über das summarische Verfahren in Civilrechtsstreitigkeiten. Wien 1848.
- Materialien zur Reform der österreichischen Gesetzgebung im Justizfache. Wien 1850.